# Elmadağ
Elmadağ là một huyện thuộc tỉnh Ankara, Thổ Nhĩ Kỳ. Huyện có diện tích 568 km² và dân số thời điểm năm 2007 là 48013 người, mật độ 85 người/km².